# Alfa Hydri
Alfa Hydri (α Hydri, förkortat Alfa Hyi, α Hyi) som är stjärnans Bayerbeteckning, är en ensam stjärna belägen i den nordvästra delen av stjärnbilden Lilla vattenormen och är ibland benämnd Hydrus huvud. Den får inte förväxlas med Alfa Hydrae (Alphard) i stjärnbilden Vattenormen. Den har en skenbar magnitud på 2,90 och är tydligt synlig för blotta ögat. Baserat på parallaxmätning inom Hipparcosuppdraget på ca 45,4 mas, beräknas den befinna sig på ett avstånd på ca 72 ljusår (ca 22 parsek) från solen. 

## Egenskaper
Alfa Hydri är en gul till vit underjättestjärna av spektralklass F0 IV. Den har en massa som är omkring dubbelt så stor som solens massa, en radie som är ca 80 procent större än solens och utsänder från dess fotosfär ca 32 gånger mera energi än solen vid en effektiv temperatur på ca 7 075 K.
Alfa Hydri avger röntgenstrålning liknande den från stjärnan Altair.